# Gravel le matin

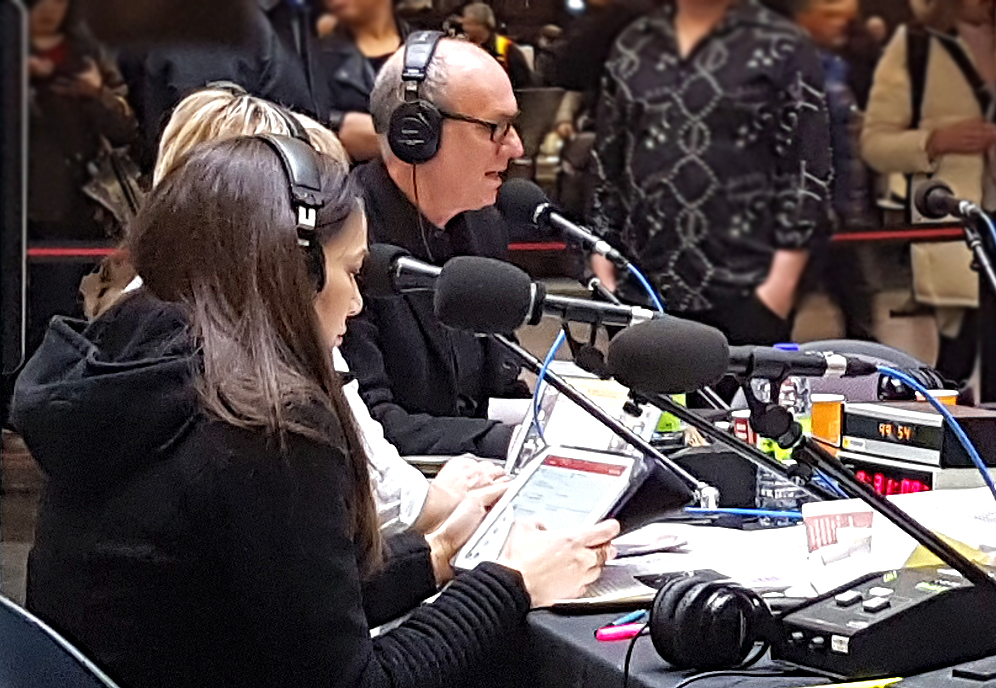
Alain Gravel en train d'animer son émission à la Gare Centrale de Montréal, en 2017.

Gravel le matin était une émission radiophonique diffusée à la Première Chaîne de Radio-Canada pendant quatre saisons, soit de 2015 à 2019. Elle était animée par Alain Gravel, un ancien animateur d'Enquête de 2007 à 2015, une émission télévisée de la Société Radio-Canada. Elle était diffusée à partir de 5h30 jusqu'à 9h.

Avec plusieurs différents collaborateurs, l'équipe de Gravel le matin passait en revue les dernières actualités, donnait les prévisions météo et faisait un état de la circulation sur l'île de Montréal ainsi que dans sa banlieue. Elle partageait aussi avec ses auditeurs des chroniques culturelles et des nouvelles sportives.
Son émission a été remplacée en 2019 par Tout un matin, animée par Patrick Masbourian.